# Guatemala Future Series 2022
Die Guatemala Future Series 2022 im Badminton fand vom 8. bis zum 13. November 2022 in Guatemala-Stadt statt.

## Sieger und Platzierte
| Disziplin    | Gold                                              | Silber                                           | Bronze                                             |
| ------------ | ------------------------------------------------- | ------------------------------------------------ | -------------------------------------------------- |
| Herreneinzel | Yuta Kikuchi                                      | Tino Daoudal                                     | Justin Ma                                          |
| Herreneinzel | Yuta Kikuchi                                      | Tino Daoudal                                     | Saketh Upadhya                                     |
| Dameneinzel  | Malya Hoareau                                     | Juliana Giraldo                                  | Mariana Palacios Castillo                          |
| Dameneinzel  | Malya Hoareau                                     | Juliana Giraldo                                  | Johnna Rymes                                       |
| Herrendoppel | Jose Luis Granados Morales Antonio Emanuel Ortiz  | Manuel Mejia Kennet Suria                        | Ramiro Alonso Espinoza José Daniel Ochoa           |
| Herrendoppel | Jose Luis Granados Morales Antonio Emanuel Ortiz  | Manuel Mejia Kennet Suria                        | Josué Duran José Alejandro Orellana                |
| Damendoppel  | Alejandra José Paiz Quân Mariana Isabel Paiz Quan | Fatima Beatriz Centeno Fuentes Daniela Hernandez | Adriana Barrios Chiong Lauren Villalobos           |
| Damendoppel  | Alejandra José Paiz Quân Mariana Isabel Paiz Quan | Fatima Beatriz Centeno Fuentes Daniela Hernandez | Gabriela Barrios Margareth Revelo                  |
| Mixed        | Tino Daoudal Malya Hoareau                        | Christopher Martínez Mariana Isabel Paiz Quan    | Javier Armando Alas Fatima Beatriz Centeno Fuentes |
| Mixed        | Tino Daoudal Malya Hoareau                        | Christopher Martínez Mariana Isabel Paiz Quan    | Miguel Quirama Juliana Giraldo                     |